# Bond University Rugby Club
Maillots
Dernière mise à jour : 26 octobre 2014.
Bond University Rugby Club est un club de rugby à XV amateur australien, situé à sur le campus de l'université Bond à Gold Coast, dans le Queensland.

## Histoire
Bond University RC est le successeur des Gold Coast Breakers. Fondés en 1996 par un consortium d'hommes d'affaires désireux de développer le rugby à XV sur la Gold Coast, les Breakers devinrent le seul club du championnat du Queensland localisé hors de la ville de Brisbane. Intégrés à ce championnat en 1997, ils connaissent cinq finales en sept ans, dont un titre remporté en 2002 contre University. 
En 2013, la fédération australienne réduit les crédits accordés au rugby des clubs et l'équipe première des Breakers est retirée du championnat élite. Toutefois, l'université Bond décide de reprendre leur place, avec la quasi-totalité des joueurs, en partenariat avec les équipes de jeunes des Breakers. 

## Palmarès
- Breakers : Champion du Queensland (1) : 2002. Finaliste (3) : 2001, 2003, 2005, 2007.

## Joueurs célèbres
- Richie Arnold
- Rory Arnold
- Chris Latham
- Garrick Morgan